# Montserrat Ponsa i Tarrés
Montserrat Ponsa i Tarrés (El Pont de Vilomara, Bages, 9 de març de 1937) és una escriptora, activista cultural i social, reconeguda defensora dels drets dels homes i pobles. Col·labora amb la Fundació Cultura de Pau, amb France Libertés - Fondation Danielle-Mitterrand i amb Serpaj. Com a periodista ha col·laborat a La Vanguardia.
Als 8 anys d'edat va anar a viure amb uns parents a Granollers: Josep Perarnau, director de filats de l'empresa tèxtil Roca Umbert, i Teresa Ponsa, responsable de la Casa Cuna, un servei de l'empresa per als fills de les treballadores.
L'any 1953 participa en la creació de l'equip femení del Club Bàsquet Granollers. Allà estableix relació amb l'Oriol Muntanya i Tuset, amb qui es casa el 20 de juny de 1956.
Durant les dècades de 1960 i 1970 es va implicant en moviments cívics i socials a Granollers: Col·labora amb l'Associació Cultural, Cáritas, l'Assemblea de Catalunya i la Marxa per la Llibertat. També participarà, junt amb el seu marit, en la creació de la secció local de Convergència Democràtica de Catalunya en la clandestinitat.
Paral·lelament porta a terme col·laboracions com a periodista en diversos mitjans de comunicació tant locals com nacionals: Granollers Comunidad Cristiana, El Correo Catalán, La Vanguardia, AVUI, Serra d'Or, o Plaça Gran, un setmanari granollerí del qual seria redactora en cap entre 1978 i 1983.
Durant la dècada de 1990, la seva activitat adquireix una dimensió global ja que comença a sortir fora del país sobretot per participar en iniciatives relacionades amb la cultura de la pau a llocs com Equador, Cuba, Argentina o Brasil, establint relació amb Pere Casaldàliga. Va ser impulsora de l'Associació Amics del Poble Sahraui a Granollers.
Al llarg dels anys ha establert relacions amb personalitats com Fidel Castro, Evo Morales, Gabriel Garcia Márquez o Danielle Miterrand. Aquesta darrera l'animarà a fundar l'Associació Catalunya Llibertats, a imatge de la que ella presidia, France Libertés. Entre octubre de 2009 i gener de 2010 participa a la Marxa Mundial per la Pau i la No-Violència com a representant de la Fundació Cultura de Paz que presideix Federico Mayor Zaragoza. Durant 105 dies viatgen activistes de tot el món, des de Nova Zelanda fins a l'Argentina. Les seves experiències en pro de la pau i els més desfavorits formaran part, més tard, del seu llibre Caminos de paz.
Des de 2005 fins al 2009 fou jutgessa de pau a l'Ametlla del Vallès.
A Granollers ha recolzat tot tipus de projectes socials, cívics i culturals com la construcció de l'Escola d'Educació Especial Montserrat Montero de Granollers, que en la seva fase d'estudi va rebre un ajut de la Comissió Interdepartamental de Recerca i Innovació Tecnològica gràcies a les seves gestions. Ha estat sempre molt lligada a la capital del Vallès Oriental participant en tot tipus d'iniciatives com el Festival Internacional de Música, la Fundació de l'Orquestra de Cambra de Granollers, Can Jonch Centre de Cultura per la Pau, el Comité d'Ètica i Investigació Clínica de l'Hospital General de Granollers; la Fundació Oncovallés; la Plataforma d'Afectats per la Hipoteca, l'Observatori de Salut Vallès Oriental Dr. Carles Vallbona, la Fundació Martí l'Humà de la Garriga i altres.
El 2017 Montserrat Ponsa va donar gran part del seu arxiu personal a l'Arxiu Municipal de Granollers.